# Center for Open Science
 O Centro para Ciência Aberta (COS, do inglês Center for Open Science) é uma organização de tecnologia sem fins lucrativos com sede em Charlottesville, Virgínia, com a missão de "aumentar a abertura, integridade e reprodutibilidade da pesquisa científica."  Brian Nosek e Jeffrey Spies fundaram a organização em janeiro de 2013, financiados principalmente pela Fundação Laura e John Arnold, além de outros patrocinadores. 
A organização começou trabalhando com a reprodutibilidade da pesquisa em psicologia, com a iniciativa Reproducibility Project: Psychology.    Um segundo projeto de reprodutibilidade para pesquisas em biologia do câncer também foi iniciado por meio de uma parceria com a Science Exchange.  Em março de 2017, o Centro publicou um plano estratégico detalhado  e o fundador Brian Nosek publicou uma carta descrevendo a história do Centro e seus objetivos futuros. 

## Open Science Framework
O Open Science Framework (OSF) é um projeto de software de código aberto que facilita a colaboração transparente na pesquisa científica. A infraestrutura original foi usada em um projeto de reprodutibilidade da pesquisa em psicologia.   O projeto atual é uma investigação empírica crowdsourced da reprodutibilidade de uma variedade de estudos da literatura de psicologia. O projeto analisa trabalhos de três periódicos: Journal of Personality and Social Psychology, Psychological Science e Journal of Experimental Psychology: Learning, Memory and Cognition.  Cientistas de todo o mundo se voluntariam para replicar um estudo de sua escolha nesses periódicos e seguir um protocolo estruturado para projetar e conduzir a replicação. Os resultados foram publicados em 2015.  Embora o OSF inicialmente se concentrasse na psicologia, desde então se expandiu para qualquer área da pesquisa científica. 
Em 2016, o grupo lançou três novos serviços de código aberto para pré-publicações, cobrindo as áreas de engenharia, com o engrXiv, ciências sociais, SocArXiv, e psicologia, PsyArXiv.  Atualmente, os repositórios parceiros incluem: AfricArXiv, AgriXiv, arabixiv, BioHackrXiv, BodoArXiv, EarthArXiv, EcoEvoRxiv, ECSarXiv, engrXiv, EdArXiv, FocUS Archive, FrenXiv, INA-Rxiv, IndiaRxiv, LawArXiv, LIS Scholarship Archive (LISSA), MarXiv, MediArXiv, MetaArXiv, MindRxiv, NutriXiv, Paleorxiv, PsyArXiv, SocArxiv, SportRxiv, and Thesis Commons (para teses e dissertações).  